# ویکرز نوع ۲۶۴ والنتیا
ویکرز نوع ۲۶۴ والنتیا (به انگلیسی: Vickers Type 264 Valentia) یک هواپیمای ساختِ کارخانهٔ ویکرز در کشور بریتانیا است. نخستین استفاده‌کنندهٔ این هواپیما نیروی هوایی سلطنتی بریتانیا بوده‌است.